# Козаки з Батьківщини
«Козаки з Батьківщини» — народний самодіяльний ансамбль з районного центра Полтавської області смт Котельви.  
Народний колектив «Козаки з Батьківщини» створений у Котельві у 1994 році. Протягом багатьох років колектив веде свою творчу діяльність, виконуючи, зокрема, традиційні козацькі пісні.  
Репетиції ансамблю відбуваються у палаці дозвілля «Скіфія» (адреса: вул. Жовтнева, 207, смт Котельва, Полтавська область).
Виступи «Козаків» відбувалися з успіхом на фестивалях і сценах у Тернополі, Донецьку, Києві, Полтаві, Батурині, на Сорочинському ярмарку тощо.
Наприкінці 2000 року склад ансамблю налічував 10 учасників під керівництвом В. І. Фесака.
На теперішній час склад ансамблю налічує 8 учасників: Гришко Володимир, Довгуша Володимир, Іващенко Олександр, Каблучка Євген Гліб Ольговський, Козлов Артем, Коваленко Анатолій, Правдюк Сергій. Художній керівник - С. М. Правдюк.